# Monaco Grand Prix (jogo eletrônico)
Monaco Grand Prix conhecido na Europa como Monaco Grand Prix: Racing Simulator 2, é um jogo de Fórmula 1 para Playstation, Nintendo 64 e Sega Dreamcast. Foi criado em 1999 pela Ubisoft. O jogo é baseado no Campeonato Mundial, porém não tem a licença de usar os nomes oficiais.